# 岡山大空襲

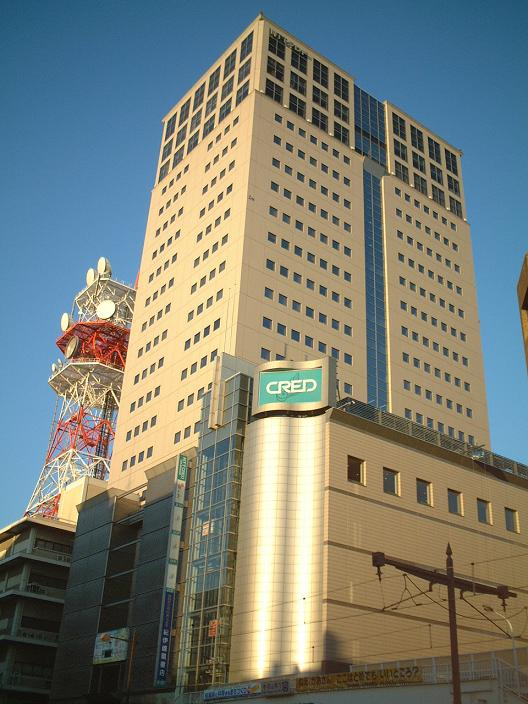
空襲の爆撃点となった地点には現在、NTTクレド岡山ビルが建てられている。

岡山大空襲（おかやまだいくうしゅう）は、第二次世界大戦中の1945年（昭和20年）6月29日の午前2時43分から午前4時7分にかけてアメリカ軍により行われた岡山県の岡山市に対する空襲のことである。計画段階では戦略爆撃だったが、ほとんど無差別爆撃として実行された（後述）。この空襲ではアメリカ軍の爆撃機・ボーイングB-29およそ140機が用いられ、空襲警報が出されず全くの不意打ちであったため死者が1737人にも及んだ。
同日には岡山県の岡山市のほか宮崎県の延岡市、福岡県の門司市（現：北九州市門司区）が空襲を受け、夜には長崎県の佐世保市が空襲を受けた（佐世保大空襲）。

## 空襲の経緯

### 空襲に至るまで
第二次世界大戦中のアメリカ軍は1944年（昭和19年）から市街地を対象として日本全土に大規模な空襲を行った。当時の岡山市は人口約16万人の中小都市であり、北郊の津島地区には陸軍の兵舎、兵器廠が存在していた。また、山陽本線を始めとした鉄道網が放射状に整備され、物資輸送上の拠点ともなっていた。こうしたことから、岡山市はアメリカ軍によって全国180の空襲対象の都市のうち、31番目にリストアップされた。
アメリカ軍の『目標情報票（Target Information Sheet）』には、岡山市を空襲することの意義について次のように述べられている。
| 「                                                           | A raid on Okayama should serve as an additional notice to the Japanese people that they will not go unnoticed or unharmed, even in the smaller urban industrial areas, if their city is at all important in the prosecution of the war. If the future looks grey to the people of other small cities, this might add the tint which makes it black. （岡山市への空襲は、たとえより小さい都市でも、その都市が戦争遂行上少しでも重要な働きを果たすものならば、見逃されるとか無傷でいることはできないという、更なる警告となるべきものであらねばならない。もしもほかの小都市の住民が、自分たちの未来は灰色だと思っているのなら、この空襲はそれを真っ黒にするであろう。） | 」 |
| —日笠俊男 『B-29墜落 甲浦村1945年6月29日』 吉備人出版 2000年 | |    |

アメリカ軍は岡山市の重要性として、陸軍兵舎・兵器廠（現：岡山大学津島キャンパス、岡山県総合グラウンド）・（現:陸上自衛隊三軒屋駐屯地）、岡山駅と操車場、市の南西約25kmにあった三菱航空機工場（現：倉敷市水島）など、15か所を挙げていた。
しかしながら、アメリカ軍はこれらの軍事的な拠点よりもその下請けとなっている多数の小規模な工場と労働者、すなわち一般市民を攻撃対象とした。実際、アメリカ軍は15の重要拠点のうち、焼夷弾による攻撃対象地域に岡山駅と操車場、煙草工場と製粉所、岡山城とバラック（中学校校舎）の3か所のみを設定し攻撃の中心目標（MPI）を市街地の中心部、国道53号と県庁通りの交点（現：NTTクレド岡山ビル周辺）に決定した。周辺には当時の岡山市役所などが存在しており、最も効果的な攻撃が可能な地点であった。
1945年（昭和20年）6月に入ると戦局は一層激化し、3月の東京大空襲を始めとした大都市への攻撃から中小都市への攻撃へと対象が広がることとなった。そして、空襲7日前の6月22日には航空機の工場が存在していた水島地区がアメリカ軍による空襲を受けた（水島空襲）。

### 空襲当日

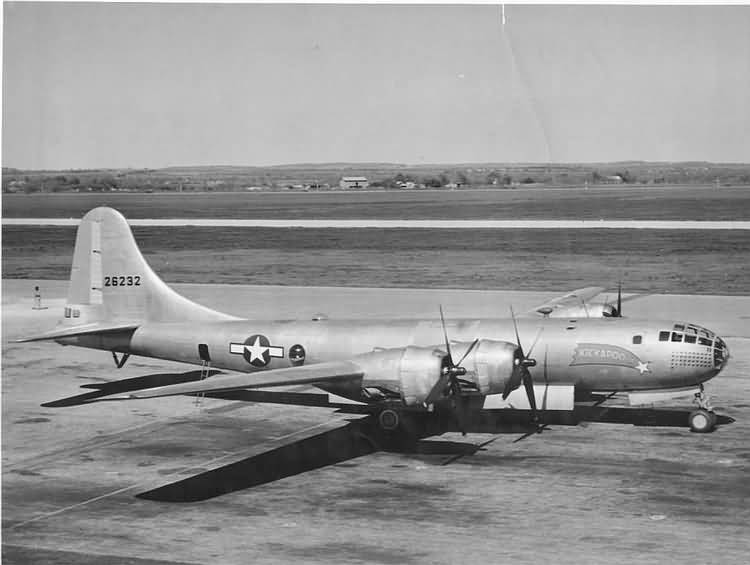
空爆を行ったB-29爆撃機。

6月28日夜、マリアナのテニアン島の基地からアメリカ軍のB-29爆撃機141機が岡山へ向けて発進した。B-29の一団は途中、3機がトラブルに見舞われ、テニアン島へ引き返したものの残りは紀伊水道から淡路島の南の沼島、小豆島南端、犬島の上空を通過し、旭川河口から岡山へと侵入した。そして翌29日午前2時43分、138機のB-29による岡山市への爆撃が開始された。B-29が西に飛行しているという情報が岡山を監督する岡山監視隊本部に入ったのは、空襲の3分前の午前2時40分であった。しかしながらその情報は間に合わず、空襲警報が発令されないまま空襲が始まり、市内はほぼ壊滅状態となった。空襲には照明弾と焼夷弾が使用された。焼夷弾は爆風による破壊効果をもつ大型の油脂焼夷弾（AN-M47-A2）と殺傷能力を高めるために猛毒の黄燐が混入された小型の集束焼夷弾（AN-E48、集束弾からAN-M74焼夷弾38本が散開）の2種類が約890t（約95000発）投下され、市街地は一面火の海となり、逃げ場を失った1700人を超える岡山市民が犠牲となった。

### 空襲後から敗戦まで
6月29日の空襲によって多数の市民が犠牲となり、市街地の73%が焼け野原と化し国宝（現在の重要文化財に相当）に指定されていた岡山城の天守閣や蓮昌寺の伽藍を始めとした中世から近世に掛けての文化財も失われた。一方で、北郊の津島にあった陸軍の拠点はほとんど無傷で残り、御津郡宿村（現：北区宿）の兵器廠及び弾薬庫は無傷だった。この施設一帯には岡山空襲よりも前、空爆予告のビラが撒かれ周辺住民の一部には本気にして家財道具を大八車に乗せて避難した者もあったが実際に空爆はなかった。
7月9日には岡山県が「教育非常措置」を発表し学童の縁故疎開、集団疎開を行う方針を固めた。一部の学校で集団疎開が開始されたものの、文部省によって岡山県の集団疎開が不許可となったため、同月末には集団疎開の方針を改め、分散教育を行うことに変更した。
一方のアメリカ軍は7月上旬、岡山市を上空から偵察し岡山市の破壊面積率を63%とする報告を行った。これは、当初アメリカ軍が1回の空襲によって破壊を計画していた面積の119%にあたるものだった。6月29日以降、アメリカ軍によって大規模な空襲は行われなかったものの、7月24日には四国沖に侵入した空母シャングリラの空母艦載機12機による機銃掃射によって岡山市をはじめとした県南部の操車場や運行中の列車が攻撃を受け、乗り合わせた市民ら44人が犠牲になった。この空母からの艦載機による空襲は長らく目的が不明とされていたが、鳥取県の境港市に所在した日本軍の航空基地攻撃のために出撃し帰艦途中に攻撃したものであることが明らかになった。
その後8月6日には広島市、9日には長崎市に各々原子爆弾が投下され、15日大日本帝國政府はポツダム宣言を受諾、連合国に対し無条件降伏した。

## 岡山市の被害
- 罹災面積：7.69km²（市街地の73%）
- 罹災戸数：12,693戸
- 罹災者数：約12万人
  - 死者数：1,737人[6]
  - 負傷者数：6,026人

### 文化財の被害
- 岡山城天守（国宝、安土桃山時代）

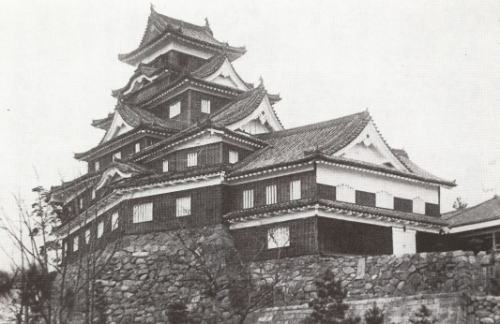
焼失前の岡山城天守

- 蓮昌寺三重塔（室町時代初期）、祖師堂、本堂（安土桃山時代）
- 岡山藩藩学（江戸時代）
- 三友寺本堂（江戸時代）
- 大雲寺（江戸時代）
- 蔭凉寺（江戸時代）
- 浄教寺（江戸時代）
- 大福寺（江戸時代、報恩大師創建備前四十八寺の一つ）
- 国清寺（江戸時代）
- 荒手茶寮（旧伊木家荒手屋敷、江戸時代）
- 本行寺

## 主な焼失地域

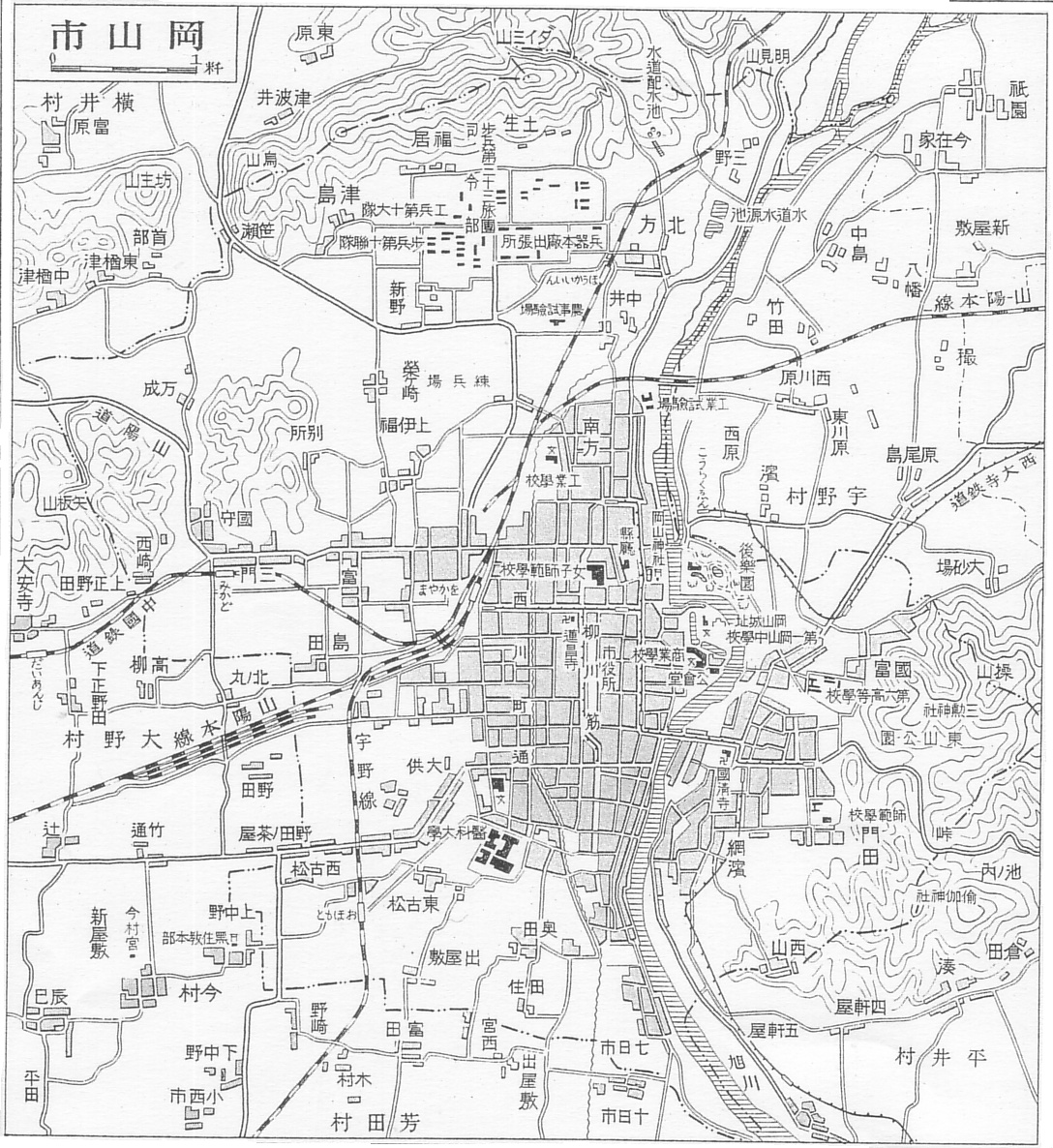
1930年頃の岡山市の地図（クリックして拡大）

岡山空襲で焼失した主な地域を現在の町名、当時所在し被害を受けた建造物、その場所に現在所在している建造物について記す。

### 現：岡山市北区
- 石関町
- 駅元町－岡山駅、岡山駅貨物取扱所（現：ホテルグランヴィア岡山、三井ガーデンホテル岡山）
- 奥田－岡山市立岡山商業学校（現：岡山県立岡山南高等学校）
- 表町－天満屋（現：天満屋岡山本店南館）、栄町鐘撞堂、西宝寺
- 関西町－関西尋常中学校（現：関西高等学校）
- 京橋町
- 桑田町
- 岡南町－岡南国民学校（現：岡山市立岡南小学校）
- 後楽園－岡山後楽園
- 鹿田町－岡山医科大学（現：岡山大学鹿田キャンパス）、岡山市立第一工業学校（現：岡山市北消防署）
- 下石井－住友通信工業岡山製造所（現：イオンモール岡山）、岡山地方専売局（現：岡山ジョイポリス跡地、イトーヨーカドー岡山店跡地）
- 清輝橋－清輝国民学校（現：岡山市立清輝小学校）
- 田町－岡山市役所（現：旧川崎病院）、蓮昌寺、田町橋
- 中央町
- 津島
- 天神町－岡山県庁（現：岡山県立美術館、RSKイノベイティブ・メディアセンター）
- 磨屋町－深柢幼稚園（現：岡山県農業会館）
- 中山下－ 岡山電話局（現：NTTクレド岡山ビル）、岡山郵便局（現：岡山中央郵便局）、深柢国民学校（現：川崎医科大学総合医療センター）
- 錦町
- 野田屋町
- 蕃山町－旧岡山藩藩学跡（現：岡山市立岡山中央中学校）
- 番町
- 広瀬町
- 平和町－岡山劇場
- 二日市町－岡山刑務所（現：岡山市立中央図書館、岡山市障害者体育センター、二日市公園、二日市スポーツ広場）
- 奉還町
- 南方－岡山県立工業学校、南方国民学校（現：岡山市立岡山後楽館中学校・高等学校）
- 丸の内－岡山城跡、岡山第一中学校（現：烏城公園）、陸軍岡山赤十字病院（現：日本銀行岡山支店）、岡山市立女子商業学校（現：岡山県立図書館）、岡山市公会堂（現：岡山県庁外来駐車場）
- 柳町
- 弓之町－岡山県就実高等女学校（現：就実中学校・高等学校）

### 現：岡山市中区
- 御成町－浄教寺、大福寺
- 門田本町－鐘淵紡績岡山絹糸工場
- 門田屋敷－山陽英和女学校（現：山陽学園中学校・高等学校）、旭東国民学校（現：岡山市立旭東小学校）、男子師範学校（現：岡山大学教育学部附属小学校・中学校）
- 小橋町－国清寺
- さくら住座－鐘淵紡績岡山工場（現：さくら住座市営住宅）
- 中納言町
- 徳吉町
- 浜－岡山県第一岡山高等女学校（現：岡山県立岡山操山中学校・高等学校）
- 東山－玉井宮東照宮、三友寺、坂中荒神社
- 古京町－第六高等学校（現：岡山県立岡山朝日高等学校）、三勲国民学校（現：岡山市立三勲小学校）
- 森下町

## 甲浦村におけるアメリカ軍機の墜落
岡山市への攻撃のためにテニアン島から出撃し、岡山市付近に到達した139機のB-29のうち1機が何らかのトラブルを起こし、児島半島の児島郡甲浦村宮浦（現：岡山市南区宮浦）の山中に墜落し、搭乗していたアメリカ軍兵士11人が死亡した。墜落現場には現在でも兵士を弔うための十字架の墓標が建てられている。

## 被災した著名人
- 三宅速 - 岡山市内にあった長男宅に疎開中に空襲に巻き込まれ、妻と共に死去。
- 永井荷風 - 岡山に疎開中に罹災。断腸亭日乗に岡山空襲の記載がある。
- 森安なおや - 一家で岡山市内に居住しており、11歳で罹災した[8]。
- 高畑勲 - 一家で岡山市内に居住しており、9歳で罹災。この時の記憶が、のちに「火垂るの墓」の劇中の空襲の描写に活かされた。空襲から70年後の2015年（平成27年）6月29日には岡山市内で講演を行った[9]。
- 八名信夫 - 一家で岡山市内に居住しており、高畑と同い年の9歳で罹災。八名が2018年（平成30年）に自主制作し、自らも出演した映画「駄菓子小春」では、戦争の恐ろしさを訴える台詞がある[10]。